# Katsa

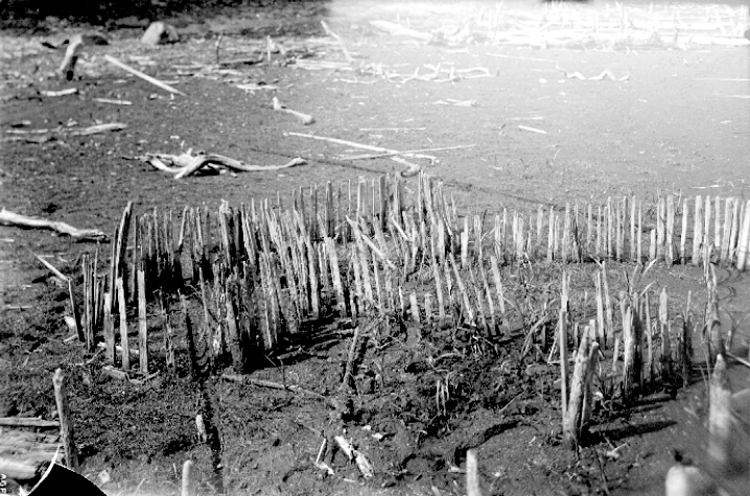
Rester av en gammal katsa i sjön Unden i Västergötland, fotograferade 1934.

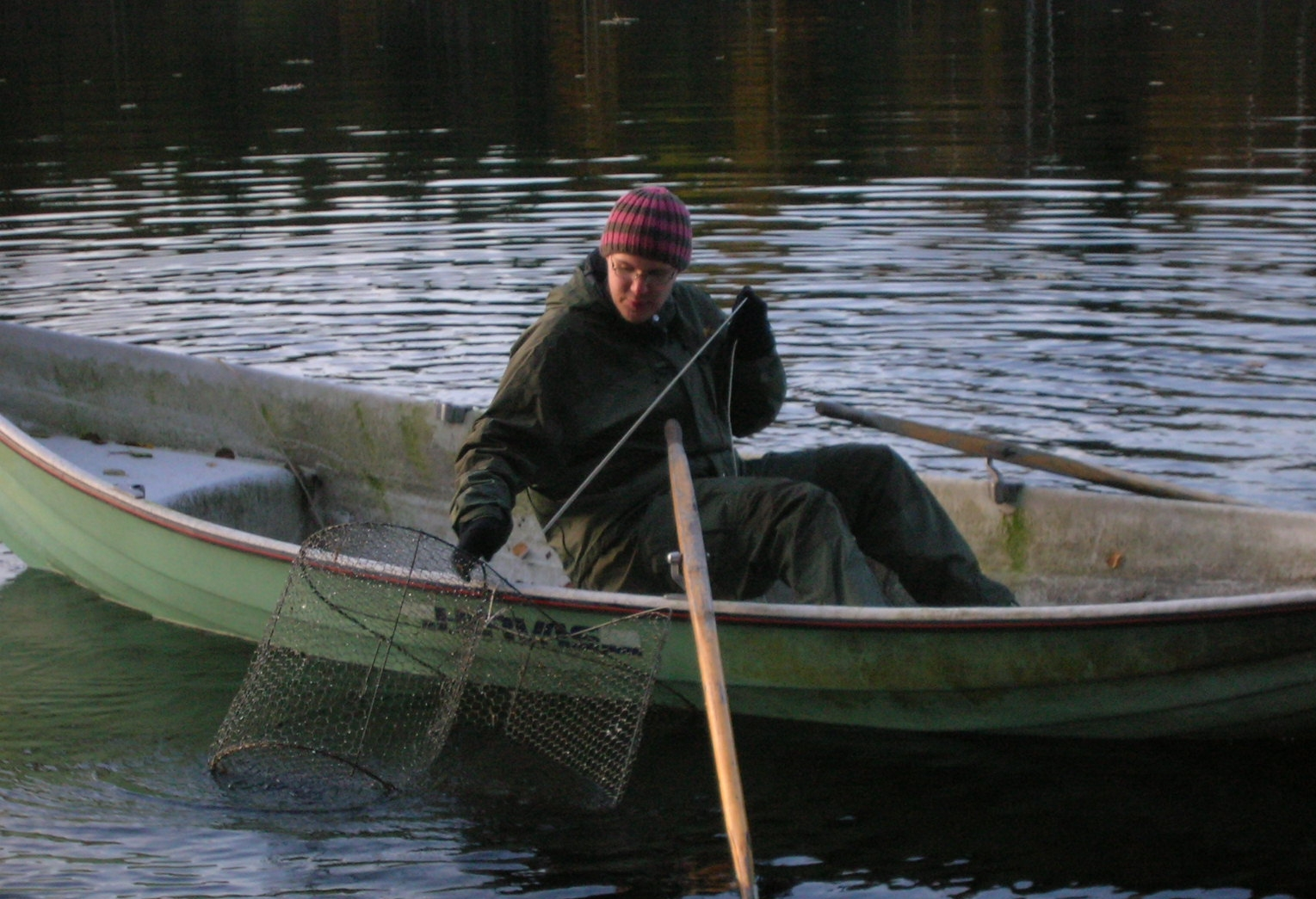
Ståltrådskatsa eller mjärde vittjas.

Katsa (även kallad kattsa, katsegård eller kasse) är ett fast fångstredskap för fisk bestående av ett ledgärde eller verke – ett staket – av spjälor eller störar nedslagna i botten, vilket avslutas med ett fångstrum – en inhägnad varifrån fisken har svårt att hitta ut. Fisken tas upp ur fångstrummet med håv.
I finlandssvenskt språkbruk används ordet katsa idag om det som i Sverige kallas för mjärde. Dessa tillverkas numera vanligen av metall, med en stadigare stomme överdragen med nät av metalltråd, och i ett format som går att hantera för hand. Denna typ av katsa läggs på bottnen en bit från stranden, och då den skall vittjas tas den upp med ett snöre fäst vid ett flöte.
Katsor har funnits sedan förhistorisk tid och användes ursprungligen i stora delar av Nordeuropa, men har senare uppfattats som en finsk fiskemetod. Katsor användes i stor omfattning såväl i sjöar som vid kusten.
De fasta katsorna var mycket vanliga vid insjöfiske i Sveriges södra delar fram till 1900-talets mitt. I Norrland förekom de i kustlandet och Jämtland men knappast alls i Lappland. I Västerbotten har rester av katsor hittats i sjöarna Andersvattnet, Bursiljeträsket och Kattisträsket. Kattisträsk har med största sannolikhet fått sitt namn efter just katsefisket.
I Haparanda skärgård används ordet katisko om en metod för att sätta ut laxnät. Ett omkring 200 meter långt nät sätts då ut från stranden som ledgärde. Längst ut finns ett fångstrum bestående av en förgård och ett fiskhus, båda bildade genom att nät sätts i krok mot ledgärdet.

## Etymologi och historia
Katsa kommer från finskans katiska eller katisko. Ursprungligen är ordet gammalslaviskt. Företeelsen har troligen också kommit till Sverige från Finland, dock snarare över havet med inflyttande finnar snarare än runt Bottniska viken, med tanke på att metoden var mindre vanlig i Norrland.